# Conseiller de secrétariat social
 (février 2025).
 (mai 2023).
Si vous disposez d'ouvrages ou d'articles de référence ou si vous connaissez des sites web de qualité traitant du thème abordé ici, merci de compléter l'article en donnant les références utiles à sa vérifiabilité et en les liant à la section « Notes et références ».
En Belgique, le Conseiller de secrétariat social est un employé administratif qui gère l'administration des salaires et de la législation sociale pour différentes entreprises affiliées à un secrétariat social. Il remplit une mission de confiance pour ces entreprises. Il suit régulièrement les réglementations relatives aux lois sociales et les différentes conventions collectives de travail. 
Il est chargé de l'administration des salaires, de l'administration des recrutements et des licenciements, de l'administration des déclarations et cotisations ONSS (allocations familiales, assurance maladie-invalidité, pensions, congés payés). 
Collecte d’informations et savoir-faire en matière de Sécurité sociale. 